# Pilocamptus
Pilocamptus é um género de copépodes pertencentes à família Canthocamptidae.

## Espécies
Espécies (lista incompleta):
- Pilocamptus africanus (Chappuis, 1933)
- Pilocamptus alluaudi (Chappuis, 1933)
- Pilocamptus georgevitchi (Chappuis, 1924)